# Macugonalia sobrina
Macugonalia sobrina är en insektsart som beskrevs av Carl Stål 1862. Macugonalia sobrina ingår i släktet Macugonalia och familjen dvärgstritar. Inga underarter finns listade i Catalogue of Life.